# Alan Sillitoe
Alan Sillitoe (n. 4 martie, 1928 - d. 25 aprilie, 2010) a fost un scriitor britanic, unul din așa-numitul curent Angry Young Men al anilor 1950 din Marea Britanie.

## Biografie
Allan Sillitoe s-a născut într-o familie de muncitori, tatăl lui lucrând la o fabrică de biciclete.
După ce s-a îmbolnăvit de tuberculoză, a trăit timp de 7 ani în Spania și Franța în convalescență.
În timp ce locuia la Mallorca cu iubita lui, poeta americană Ruth Fainlight, a scris prima sa operă, Saturday Night and Sunday Morning, publicată în 1958. Subiectul romanului este deziluzia sa cu situația din Marea Britanie de după război.
Romanul său „Singurătatea alergătorului de cursă lungă” a fost răsplătit cu „Premiul Hawthornden” în 1959, și a fost ecranizat în 1962.

## Opere

### Ficțiune
- Saturday Night and Sunday Morning. London:  Allen, 1958; New York:  Knopf, 1959. New edition with an introduction by Sillitoe, commentary and notes by David Craig. In the Longman edition (1976) there is a sequence of Nottingham photographs, and stills from the film, Harlow
- The Loneliness of the Long Distance Runner. London: Allen, 1959; New York: Knopf, 1960.
- The General. London: Allen, 1960; New York: Knopf, 1961.
- Key to the Door. London: Allen, 1961; New York: Knopf, 1962; reprinted, with a new preface by Sillitoe, London: Allen, 1978.
- Road To Volgograd. London: Allen, 1964; New York: Knopf, 1964.
- The Death of William Posters. London: Allen, 1965; New York: Knopf, 1965.
- The City Adventures of Marmalade Jim. London: Macmillan, 1967; Toronto: Macmillan, 1967; revised edition, London: Robson, 1977.
- A Tree on Fire. London: Macmillan, 1967; Garden City, NY:  Doubleday, 1968.
- A Sillitoe Selection: Eight Short Stories,. London: Longman, 1968.
- A Start in Life. London: Allen, 1970; New York: Scribners, 1971.
- Travels in Nihilon. London: Allen, 1971; New York: Scribners, 1972.
- Raw Material. London: Allen, 1972; New York:  Scribners, 1973; rev. ed., London: Pan Books, 1974; further revised, London: Star Books, 1978; further revised, London: Allen, 1979.
- Men, Women and Children. London: Allen, 1973; New York: Scribners, 1974.
- From Canto Two of The Rats.  Wittersham, Kent: Alan Sillitoe, 1973.
- Somme. London: Steam Press, 1974. In Steam Press Portfolio, no. 2. 50 copies.
- The Flame of Life. London: Allen, 1974.
- Down to the Bone. Exeter: Wheaton, 1976.
- Day-Dream Communiqué. Knotting, Bedfordshire: Sceptre Press, 1977. 150 copies.
- Big John and the Stars. London: Robson, 1977.
- The Widower's Son. Allen, 1976; New York: Harper & Row, 1977.
- The Incredible Fencing Fleas. London: Robson, 1978.
- The Storyteller. London: Allen, 1979; New York: Simon & Schuster, 1980.
- Marmalade Jim at the Farm. London: Robson, 1980.
- More Lucifer. Knotting, Bedfordshire: Martin Booth, 1980. 125 copies.
- Her Victory. London: Granada, 1982; New York: Watts, 1982.
- The Lost Flying Boat. London: Granada, 1983; Boston: Little, Brown, 1983.
- The Saxon Shore Way: From Gravesend to Rye. by Sillitoe and Fay Godwin. London: Hutchinson, 1983.
- Down from the Hill. London: Granada, 1984.
- Marmalade Jim and the Fox. London: Robson, 1984.
- Life Goes On. London: Granada, 1985.
- Out of the Whirlpool. London: Hutchinson, 1987.
- The Open Door. London: Grafton/Collins, 1989.
- Last Loves. London: Grafton, 1990; Boston: Chivers, 1991.
- Leonard's War A Love Story. London: HarperCollins, 1991.
- Shylock the Writer. London: Turret Bookshop, 1991.
- The Mentality of the Picaresque Hero. London: Turret Bookshop, 1993, Turret Papers, no. 2. 500 copies
- Snowstop. London: HarperCollins, 1993.
- Life Without Armour. London: HarperCollins, 1995.
- The Broken Chariot. London: Flamingo/HarperCollins, 1998.
- The German Numbers Woman. London: Flamingo/HarperCollins, 1999.
- Birthday. London: Flamingo/HarperCollins, 2001.
- A Man of His Time. Harper Perennial, 2005. ISBN 0007173288; ISBN 9780007173280

### Tranduceri
- Chopin’s Winter in Majorca 1838-1839, by Luis Ripall, translated by Sillitoe. Palma de Majorca: Mossen Alcover, 1955.
- Chopin’s Pianos:  The Pleyel in Majorca, by Luis Ripall, translated by Sillitoe. Palma de Majorca: Mossen Alcover, 1958.
- All Citizens Are Soldiers (Fuente Ovejuna): A Play in Two Acts, by Lope de Vega translated by Sillitoe and Ruth Fainlight. London:  Macmillan, 1969; Chester Springs, PA: Dufour, 1969.
- Poems for Shakespeare, volume 7, edited and translated by Sillitoe and Ruth Fainlight. London: Bear Gardens Museum & Arts Centre, 1979.

### Poezie
- Without Beer or Bread. Dulwich Village: Outposts, 1957.
- The Rats and Other Poems. London: Allen, 1960.
- Falling Out of Love and Other Poems. London; Allen, 1964; Garden City, NY: Doubleday, 1964.
- Shaman: And Other Poems". Turret, 1968 Limited ed. of 500 copies 100 copies signed and numbered.
- Love in the Environs of Voronezh and Other Poems.  London:  Macmillan, 1968; Garden City, NY: Doubleday, 1969.
- Poems. by Sillitoe, Ruth Fainlight and Ted Hughes London: Rainbow Press, 1971. 300 copies
- Barbarians and Other Poems. London: Turret Books, 1973. 500 copies
- Storm:  New Poems. London: Allen, 1974.
- From Snow on the North Side of Lucifer. Knotting, Bedfordshire:  Sceptre Press, 1979.  150 Copies
- Snow on the North Side of Lucifer: Poems. London: Allen, 1979
- Poems for Shakespeare 7. Bear Gardens Museum and Arts Centre, 1979 Limited to 500 copies all copies are numbered
- Sun Before Departure: Poems, 1974-1982. London: Granada, 1984
- Tides and Stone Walls: Poems, with photographs by Victor Bowley London: Grafton, 1986.
- Three Poems. Child Okefurd, Dorset: Words Press, 1988. 200 copies.
- Collected Poems. London:  HarperCollins, 1993.

### Eseuri
- Mountains and Caverns: Selected Essays. London: Allen, 1975
- Words Broadsheet Nineteen. by Sillitoe and Ruth Fainlight. Bramley, Surrey: Words Press, 1975. Broadside.
- “The Interview”. London: The 35s (Women’s Campaign for Soviet Jewry), 1976.
- Israel: Poems on a Hebrew Theme, with drawings by Ralph Steadman London: Steam Press, 1981. 98 copies.
- Alan Sillitoe’s Nottinghamshire, with photographs by David Sillitoe. London: Grafton, 1987.

### Piese de teatru
- Three Plays. London:  Allen, 1978 Contains The Slot-Machine, The Interview, Pit Strike

### Compilații
- Every Day of the Week: An Alan Sillitoe Reader. with an introduction by John Sawkins London: Allen, 1987.
- Collected Stories. London: Flamingo, 1995.

## Colecție de nuvele
- The Ragman’s Daughter and Other Stories. London: Allen, 1963; New York: Knopf, 1964.
- Guzman, Go Home, and Other Stories. London: Macmillan, 1968; Garden City, NY: Doubleday, 1969; reprinted, with a new preface by Sillitoe, London; Allen, 1979.
- Men, Women and Children. London: Allen, 1973; New York: Scribners, 1974.
- The Second Chance and Other Stories. London: Cape, 1981; New York:  Simon & Schuster, 1981.
- The Far Side of the Street: Fifteen Short Stories. London: Allen, 1988.
- Alligator Playground: A Collection of Short Stories. Flamingo, 1997 ISBN 0006550738

## Autobiografie
- Life Without Armour. (HarperCollins, 1995) ISBN 0002555700 ISBN 9780002555708